# مينه أرندت
مينه أرندت (بالإنجليزية: Mina Arndt)‏ هي رسامة نيوزيلندية، ولدت في 18 أبريل 1885 في كوينزتاون في نيوزيلندا، وتوفيت في 22 ديسمبر 1926 في نيلسون في نيوزيلندا بسبب التهاب الكلى.